# Alicia Molik
Alicia Molik (Adelaide, 27 de janeiro de 1981) é uma ex-tenista profissional australiana.
Alicia foi top 10 em ambos os rankings, alcançou a sexta colocação no ranking em duplas, e oitava em simples, pela WTA,

## Olímpiadas

### Simples: 1 (1–0)
| Posição | Ano  | Campeonato | Piso | Oponente          | Placar   |
| ------- | ---- | ---------- | ---- | ----------------- | -------- |
| Bronze  | 2004 | Atenas     | Duro | Anastasia Myskina | 6–3, 6–4 |

## Título (22)

### Simples (5)
| Legend                |
| Grand Slam (0)        |
| WTA Championships (0) |
| Tier I (1)            |
| Tier II (1)           |
| Tier III (1)          |
| Tier IV & V (2)       |

| N. | Data            | Torneio           | Piso     | Oponente           | Placar           |
| 1. | 12 Janeiro 2003 | Hobart, Austrália | Duro     | Amy Frazier        | 6–2, 4–6, 6–4    |
| 2. | 8 Agosto 2004   | Estocolmo         | Duro     | Tatiana Perebiynis | 6–1, 6–1         |
| 3. | 24 Outubro 2004 | Zürique           | Duro (i) | Maria Sharapova    | 4–6, 6–2, 6–3    |
| 4. | 31 Outubro 2004 | Luxemburgo        | Duro (i) | Dinara Safina      | 6–3, 6–4         |
| 5. | 15 Janeiro 2005 | Sydney, Australia | Hard     | Samantha Stosur    | 6–7(5), 6–4, 7–5 |

### Simples (4 Vices)
- 2003: Sarasota (perdeu para Anastasia Myskina)
- 2003: Budapest (perdeu para to Magüi Serna)
- 2004: Vienna (perdeu para to Anna Smashnova)
- 2005: Doha (perdeu para to Maria Sharapova)

## Duplas
Vitórias (7)
| N. | Data              | Torneio                                   | Piso   | Parceira            | Oponentes                                | Placar           |
| 1. | 14 Junho 2004     | WTA de Eastbourne, Reino Unido            | Grama  | Magüi Serna         | Svetlana Kuznetsova Elena Likhovtseva    | 6–4, 6–4         |
| 2. | 2 Agosto 2004     | WTA de Estocolmo, Suécia                  | Duro   | Barbara Schett      | Emmanuelle Gagliardi Anna-Lena Grönefeld | 6–3, 6–3         |
| 3. | 1 Novembro 2004   | Philadelphia, EUA                         | Duro   | Lisa Raymond        | Liezel Huber Corina Morariu              | 7–5, 6–4         |
| 4. | 17 Janeiro 2005   | Aberto da Austrália, Melbourne, Austrália | Duro   | Svetlana Kuznetsova | Lindsay Davenport Corina Morariu         | 6–3, 6–4         |
| 5. | 21 Fevereiro 2005 | WTA de Doha, Qatar                        | Duro   | Francesca Schiavone | Cara Black Liezel Huber                  | 6–3, 6–4         |
| 6. | 21 Março 2005     | Miami, EUA                                | Duro   | Svetlana Kuznetsova | Lisa Raymond Rennae Stubbs               | 7–5, 6–7(5), 6–2 |
| 7. | 28 Maio 2007      | Roland Garros, Paris, França              | Saibro | Mara Santangelo     | Katarina Srebotnik Ai Sugiyama           | 7–6(5), 6–4      |